# Sabitberg
De Sabitberg, Samisch: Sabitoaivi, is een berg in het noorden van Zweden. De berg is ongeveer 680 meter hoog en ligt in de gemeente Kiruna op minder dan vijf kilometer van de grens met Finland. Het is een uitloper van het Scandinavische Hoogland in het dal van de Könkämä. De Sabitjohka begint op de zuidelijke helling van de Sabitberg. Er ligt naar het noordoosten een herdenkingsplaats, Rounala.